# 布朗-卡彭特鎮區 (阿肯色州克萊縣)
布朗-卡彭特鎮區（英語：Brown-Carpenter Township）是位於美國阿肯色州克萊縣的一個行政鎮區。

## 地方資料
布朗-卡彭特鎮區的面積為120.86平方千米，當中陸地面積為119.92平方千米，而水域面積為0.94平方千米。根據2010年美國人口普查的數據，當地共有人口411人，而人口密度為每平方千米3.4人。